# Брахнер, Патрик
Патрик Брахнер (азерб. Patrik Braxner, нем. Patrick Brachner; род. 7 января 1992, Кематен-на-Ибсе, Амштеттен) — азербайджанский горнолыжник, родом из Австрии. Представлял Азербайджан на зимних Олимпийских играх 2014 года и зимних Олимпийских играх 2018 года .

## Биография
Патрик Брахнер родился 7 января 1992 года в Австрии. Вырос и научился ездить на лыжах в австрийских Альпах. Начал участвовать в лыжных гонках ещё в 12 лет и уже через несколько лет ему уже удалось победить на нескольких молодёжных соревнованиях Австрии. В 2007 году дебютировал за Австрию, за которую выступал до июля 2010 года.
Начиная с июля 2010 года Патрик Брахнер представляет Азербайджан. В 18 лет он принял участие на Кубке мира в хорватском Загребе. В марте 2011 года Брахнер повредил левую лодыжку и выбыл из строя на четыре месяца.
В начале февраля 2012 года в Австрии в слаломе Брахнер пришёл к финишу 3-м, показав результат 1:39,19 и пропустив вперед двух представителей Австрии. В конце февраля этого же года в слаломе в Польше Патрик Брахнер дважды стал обладателем серебряной медали.
В марте 2012 года Патрик Брахнер стал победителем соревнований в гигантском слаломе, проходивших в Чехии. Это была первая победа азербайджанского горнолыжника, так как ранее представителям Азербайджана в этом виде спорта не удавалось не только завоевать «золото», но и попасть в число призёров. Там же в Чехии Патрик Брахнер выступил в слаломе и занял 9-е место.
В феврале 2013 года он принял участие на 42-м чемпионате мира в австрийском Шладминге, где финишировал 37-м в соревнованиях по слалому. Таким образом Азербайджан получил первую лицензию на зимние Олимпийские игры 2014 в Сочи.
В апреле этого же года Брахнер на открытом чемпионате Болгарии по горнолыжному спорту в болгарском городе Банско занял четвёртое место. Это был лучший результат среди азербайджанских горнолыжников на этом турнире.
В октябре 2013 года Патрик Брахнер повредил колено, катаясь на лыжах, что повлияло на его подготовку к зимним Олимпийским играм в Сочи.
Брахнер окончил Венский университет, по специальности — гражданский инженер.